# Nunciatura apostòlica a Veneçuela
El Nunci apostòlic a Veneçuela és el representant oficial amb caràcter diplomàtic de l'Església Catòlica i, en conseqüència, actua com a ambaixador de la Santa Seu i del Papa davant el govern veneçolà.
El càrrec va ser creat a mitjans del segle xix, quan s'instal·là la delegació apostòlica al país. Al juliol de 1916 el Papa Benet XV elevà la delegació al rang d'internunciatura, fins que la nunciatura va ser creada finalment el 21 d'agost de 1920.
La residència del Nunci apostòlic està ubicada a Caracas, a l'adjacència nord-est de la redoma de l'Avinguda La Salle de Los Cabobos.

## Nuncis apostòlics
- Serafino Vannutelli (23 de juliol de 1869 - 10 de setembre de 1875)
- Rocco Cocchia, O.F.M. Cap. (13 de juliol de 1874 - 9 d'agost de 1883)
- Mario Mocenni (14 d'agost de 1877 - 28 de març de 1882)
- Spiridion-Salvatore-Costantino Buhadgiar (28 de novembre de 1890 - 10 d'agost de 1891 mort)
- Giulio Tonti (11 de juliol de 1892 - 24 de febrer de 1893)
- Francesco Marchetti Selvaggiani (16 de febrer de 1918 - 4 de desembre de 1920)
- Fernando Cento (24 de juny de 1926 - 26 de juliol de 1936)
- Luigi Centoz (14 de setembre de 1936 - 19 de febrer de 1940)
- Giuseppe Misuraca (2 de juliol de 1941 - 1950)
- Armando Lombardi (13 de febrer de 1950 - 1954)
- Sergio Pignedoli (19 d'octubre de 1954 - 15 d'abril de 1955)
- Raffaele Forni (24 de setembre de 1955 - 27 de febrer de 1960)
- Luigi Dadaglio (28 d'octubre de 1961 - 8 de juliol de 1967)
- Felice Pirozzi (9 de gener de 1967 - 17 d'octubre de 1970)
- Antonio del Giudice (2 de desembre de 1970 - 18 de desembre de 1974)
- Giovanni Mariani (11 de gener de 1975 - de gener de 1978)
- Ubaldo Calabresi (5 de gener de 1978 - 23 de gener de 1981)
- Luciano Storero (2 de febrer de 1981 - 28 de juny de 1990)
- Oriano Quilici (11 de juliol de 1990 - 8 de juliol de 1997)
- Leonardo Sandri (22 de juliol de 1997 - 1 de març de 2000)
- André Pierre Louis Dupuy (27 de març de 2000 - 24 de febrer de 2005)
- Giacinto Berloco (24 de febrer de 2005 - 18 de juny de 2009)
- Pietro Parolin (17 d'agost de 2009 - 15 d'octubre de 2013)
- Aldo Giordano (des del 26 d'octubre de 2013)